# Franciszek Czarnomski
Franciszek Czarnomski herbu Jastrzębiec (ur. 2 października 1783 w Starym Mieście, zm. 7 czerwca 1855 w Warszawie) – generał wojsk polskich, dowódca Szkoły Podchorążych Jazdy w Warszawie.

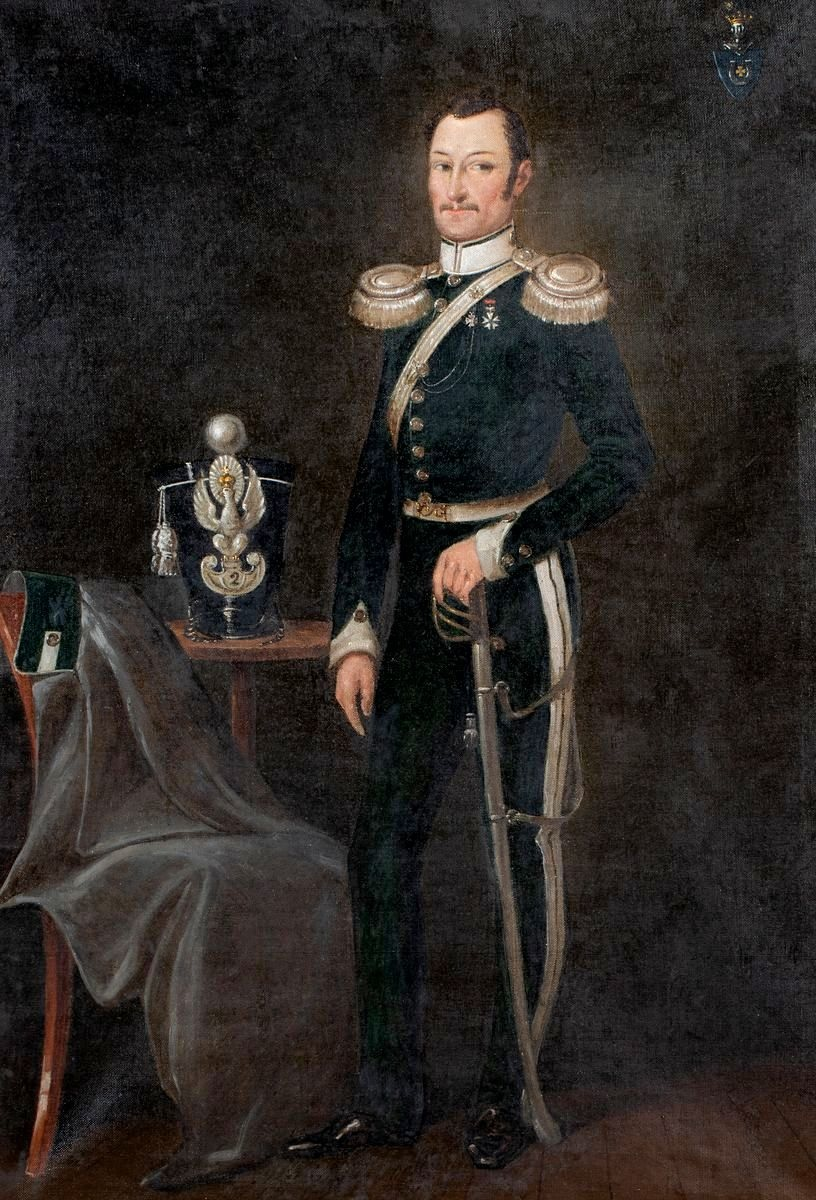
Portret Franciszka Czarnomskiego

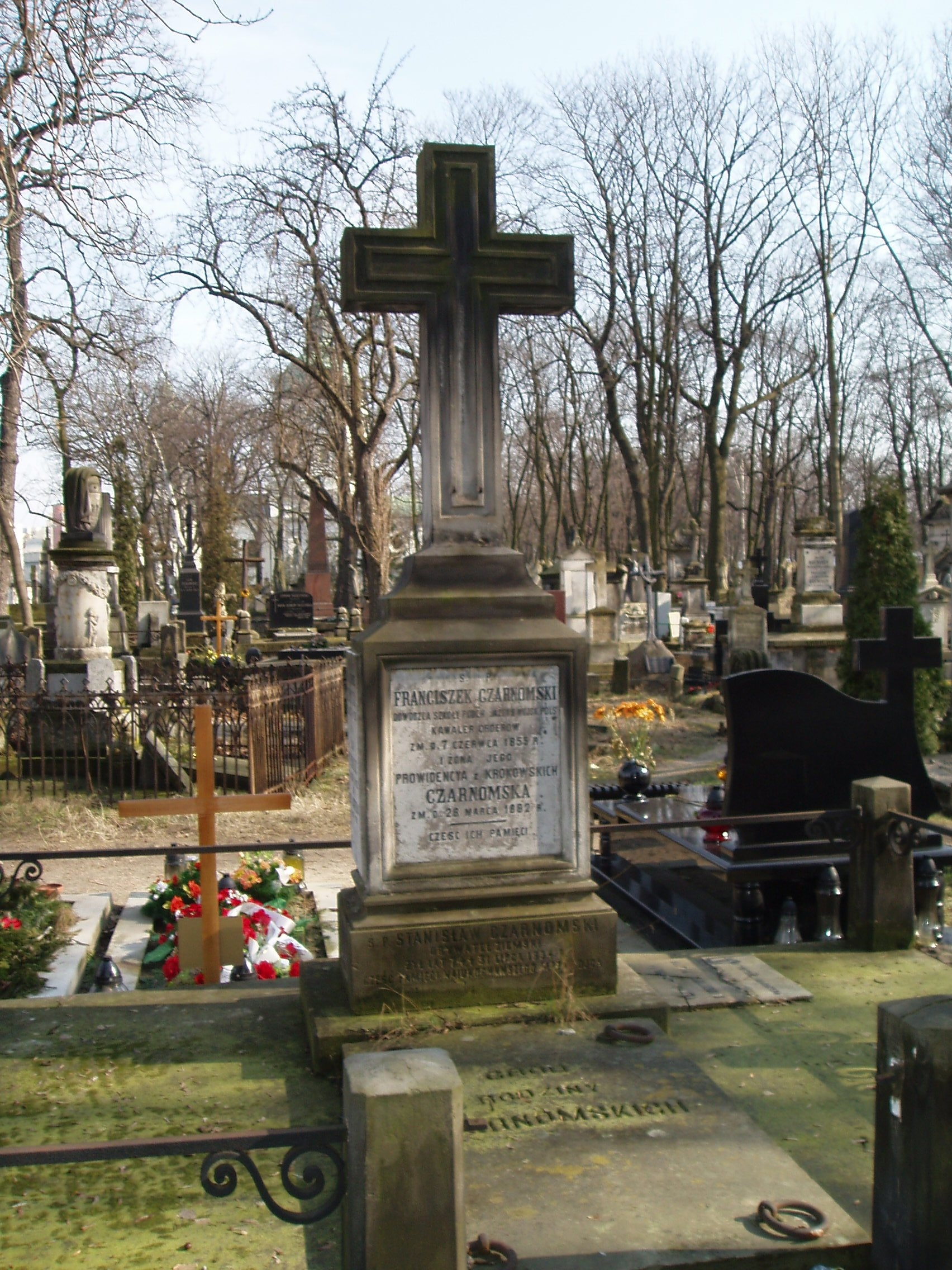
Grób Czarnomskich na Powązkach

Czarnomski był synem Aleksandra i Nepomuceny ze Skąpskich. Po zajęciu Kaliskiego przez wojska napoleońskie wstąpił 20 listopada 1806 jako szeregowiec do formowanego w Kaliszu głównie z szeregów szlachty 4. pułku Jazdy Księstwa Warszawskiego i już 9 miesięcy później (1807) awansował na podporucznika, zaś w 1811 na kapitana. Jako kapitan brał udział w kampanii rosyjskiej 1812 roku i otrzymał w tym roku Virtuti Militari, a w roku 1813 Legię Honorową. W szeregach napoleońskich walczył do roku 1814, po czym w 1816 r. objął stanowisko instruktora w warszawskiej Szkole Podchorążych Jazdy, której komendantem został w 1826 r. w stopniu podpułkownika.
Czarnomski był początkowo zdecydowanym przeciwnikiem powstania listopadowego i przeprowadził wszystkich swoich 200 studentów do obozu wielkiego księcia Konstantego, wkrótce jednak zaciągnął się do wojsk powstańczych i dowodził pułkiem ułańskim utworzonym z młodzieży akademickiej, który wziął udział w bitwie o Olszynkę Grochowską. Nieprzyzwyczajeni do realiów wojny młodzieńcy trwożnie się pochylali za każdym przelotem kuli armatniej, a więc Czarnomski pogalopował na front pułku i wrzasnął: Smarkacze jakieś! Rum, tum, tum nie śpiewałem...u Honoratki nie bywałem, ale tu stoję jak mur! Jak który kiwnie jeszcze łbem, to go tak kordem liznę przez pysk, że go regiment diabłów weźmie!...Ostrzegam: stać! a nie, to won z frontu!-. Inne jego sławne powiedzenie to wypowiedź o figlu któregoś z podchorążych: -To już jest ostatnia kokieteria z infamią połączona!-. Znał tylko polski, ale umiał kląć w sześciu językach.
25 lutego 1831, po bitwie pod Olszynką Grochowską, Czarnomski postąpił na pełnego pułkownika, a 30 lipca awansował na generała brygady. Po upadku powstania dymisjonował się i zajął się rolnictwem w swym majątku Skotniki.
Był żonaty z Prowidencją z Krokowskich (zm. 1882). Bliskim jego krewnym był najprawdopodobniej Roman Czarnomski, znany z udziału w walkach Komuny Paryskiej.
Franciszek, pochowany najpierw w katakumbach cmentarza Powązkowskiego, gdzie dotąd znajduje się jego pierwsze epitafium, został później, po śmierci żony, przeniesiony do grobowca rodzinnego na tymże cmentarzu (kwatera 23-4-1).